# Alliance Sahra Wagenknecht - Pour la raison et la justice
Pour les articles homonymes, voir BSW.
 (octobre 2024).
L'Alliance Sahra Wagenknecht - Pour la raison et la justice (en allemand : Bündnis Sahra Wagenknecht - Für Vernunft und Gerechtigkeit, couramment abrégé BSW) est un parti politique allemand populiste créé le 8 janvier 2024,.
Il est issu d'une association enregistrée le 26 septembre 2023 par des membres du parti politique allemand Die Linke, au premier rang desquels Sahra Wagenknecht, dans le but de fonder ce nouveau parti.

## Historique
Sahra Wagenknecht est une figure de Die Linke et de ses prédécesseurs, le Parti du socialisme démocratique et le Parti socialiste unifié d'Allemagne, et ses positions politiques sont généralement identifiées comme populistes de gauche. Bien qu'elle ait été codirigeante de Die Linke de 2015 à 2019, des conflits avec d'autres membres du parti sur des sujets tels que l'immigration, la vaccination contre le Covid-19 et l'invasion russe de l'Ukraine en 2022 conduisent à des spéculations sur son départ de Die Linke à partir de 2021. Ces spéculations se multiplient à l'approche des élections régionales de 2023 en Hesse et en Bavière, au cours desquelles Die Linke ne parvient pas à atteindre le seuil électoral de 5% tandis que le parti d'extrême droite Alternative pour l'Allemagne (AfD) progresse dans les deux Länder.
Sahra Wagenknecht impute les échecs électoraux successifs de Die Linke (le parti étant passé au niveau national de 12% des voix en 2009 à 5% en 2021) à l'accent mis sur les politiques de luttes contre les discriminations sexistes, racistes ou homophobes au détriment des questions sociales. Elle plaide pour la primauté de ces dernières, à rebours de l'approche intersectionnelle de la direction du parti qui, sous le terme « classisme » renvoie la question sociale à une forme de discrimination, au même titre que le sexisme ou le racisme. Selon elle, les classes populaires ne se reconnaissent plus dans le discours de la gauche et se tournent vers le parti d’extrême droite AfD, réceptacle du vote contestataire.
Elle quitte donc Die Linke et fonde officiellement un nouveau parti en janvier 2024, sous le nom provisoire de « Alliance Sahra Wagenknecht » (BSW). Neuf des trente-huit députés de Die Linke participent à la fondation de ce nouveau parti, ainsi que l'ancien maire SPD de Düsseldorf, Thomas Geisel, et l'ancien président du SPD puis de Die Linke, Oskar Lafontaine.
Aux élections européennes de juin 2024, le parti obtient 6,2 % des voix, principalement au détriment de Die Linke et du SPD,.
Les élections régionales en Saxe et en Thuringe en septembre 2024 se concluent par un franc succès pour le parti. BSW arrive en effet troisième lors des deux scrutins, avec 12 et 16% des voix, derrière le parti Chrétien démocrate (CDU) et l'AFD, mais devant le SPD, les verts, le parti libéral-démocrate (FDP) et Die Linke,,. Le succès est répété trois semaines plus tard lors des élections régionales en Brandebourg, où il recueille 13,5% des voix, se hissant à nouveau à la troisième place, derrière le SPD et l'AfD, mais devant la CDU, les verts et Die Linke,.
Lors des élections fédérales de 2025, le parti, longtemps promis à un score de 6 à 8 %, se voit concurrencé par la campagne réussie de Die Linke, qui, après avoir stagné plusieurs mois à 3 % des intentions de vote, décolle début janvier pour atteindre 8,77 % des voix, tandis que le BSW obtient 4,98 % des voix, échouant à 9 529 voix près (soit 0,02 %) du seuil des 5 % nécessaire pour être représenté au Bundestag, ce qui permet par ailleurs au SPD et à la CDU-CSU d'être majoritaires et d'avoir la capacité de former une coalition à eux-seuls.

## Positions politiques
Lors de sa création, le BSW se définit lui-même comme appartenant au conservatisme de gauche. Le parti place au centre de son programme le rétablissement de la stabilité et de l'harmonie sociale, lequel s'inscrit dans une certaine nostalgie de l’État providence conservateur du miracle économique des Trente Glorieuses. Cette stabilité aurait été bouleversée par les politiques de néolibéralisme économique et culturel, d'écologie et d'immigration menées depuis les années 90 par le SPD de Gerhard Schröder et Olaf Scholz comme la CDU de Angela Merkel, et défendues partiellement par tous les autres partis, Die Linke et AfD compris,,.
Les positions du parti et de sa fondatrice, Sahra Wagenknecht, issue de Die Linke, l'amène à être fréquemment qualifié de parti de gauche radicale ou d'extrême gauche,,,.

### Politique économique et sociale
BSW met en avant une politique de justice sociale. Il revendique la refondation d'un état providence fort, qui réinvestisse massivement dans les infrastructures et les services publics d'éducation et de santé, qui contrôle les prix pour limiter l'inflation, qui augmente le montant des minimas sociaux, des retraites, et du salaire minimum à 14 euros de l'heure, grâce à l'augmentation de la pression fiscale sur les grandes entreprises et fortunes au niveau national comme européen,.
Mais le parti est marqué également par une défense acharné du Mittelstand (en), tissu économique de petites et moyennes entreprises, dont les plus grandes comptent nombre de leaders mondiaux dans leur domaine, sur lesquelles reposent l'économie allemande. La lutte du petit capital du mittelstand national traditionnel et paternaliste, contre le grand capital des corporations multinationales financiarisées, trouve une place centrale dans les discours du BSW, jusqu'à parfois prendre le pas sur la lutte des classes. Le mittelstand représente en effet pour le parti une forme vertueuse de capitalisme, qui si elle est libérée des pressions qui pèsent sur elle, est capable d'assurer l'harmonie et la stabilité sociale. BSW place donc les besoins de ces PME comme priorité et promet donc un protectionnisme industriel contre la concurrence des multinationales et un allégement des charges fiscale et de la « pression imposée par la bureaucratie ».

### Politique migratoire
Les thèmes de l'immigration et de l'accueil des réfugiés sont l'un des principaux points de désaccords avec Die Linke, qui défend l’accueil des réfugiés presque sans conditions. Le BSW souhaite mettre fin à l'« immigration incontrôlée » qui serait responsable de l'augmentation de la criminalité, et du « développement de sociétés parallèles influencées par les islamistes ». Le parti propose alors l'examen des demandes d'asile par des pays tiers en dehors de l'Union européenne, la reconduite immédiate de criminels étrangers à la frontière, la suppression de toute aide financière et sociale aux migrants ne bénéficiant pas du droit d’asile, et l'augmentation de l'aide au développement. Il précise que cette sévérité migratoire, identifiée comme proche du programme de l'AfD, doit néanmoins s’opérer « sans discrimination ni racisme »,.

### Anti-progressisme
BSW se rapproche également des positions des droites les plus radicales d’Europe dans son opposition farouche à l'intersectionnalité, au libéralisme et à toute forme de progressisme culturel, concernant le genre comme l'antiracisme. Selon le parti, ces idéologies seraient en effet éloignés des préoccupations des classes populaires, et menaceraient les traditions et l'identité allemande,.

### Positions sur l'écologie
L’Alliance est par ailleurs opposée aux politiques allemandes et européennes de transition écologique et énergétique. Elle demande ainsi l'annulation de l'interdiction de produire des voitures à moteur thermique dans l'UE à partir de 2035. Elle est également critique envers le système d'échange de quotas d'émission CO2 qu'elle considère comme un « objet de spéculation attractif ». Le BSW avance au contraire un discours pouvant être considéré comme « technosolutionniste », promouvant le développement de technologies clef innovantes comme la plus grande contribution que l’Allemagne peut apporter à l'écologie,.

### Positions internationales
Sur les questions internationales, BSW met un fort accent sur la « paix ». Il promeut des solutions négociées aux conflits internationaux, notamment à la guerre russo-ukrainienne, à la guerre du Yémen, et à la guerre israélo-gazaouie. Le parti s'oppose alors aux sanctions contre la Russie, et à l'envoi d'armes à l’Arabie saoudite et à l'Ukraine, et propose la reconnaissance de l’État palestinien,.
Il se pose également en faveur d'un rétablissement de bonnes relations avec la Russie et la Chine, pour l’énergie bon marché et les débouchés économiques que ces deux nations peuvent respectivement offrir.
BSW tient d'autre part un discours critique des États-Unis et de l’OTAN.

### Rapport aux autres partis politiques
Sahra Wagenknecht est critique envers des manifestations antifascistes et refuse un cordon sanitaire contre l'AfD. Elle a contesté la classification courante de l’AfD comme parti d’extrême droite. À trop critiquer l’AfD et à la diaboliser, Sahra Wagenknecht craint que ses propres partisans ne s’y rallient.

## Géographie électorale
La base électorale de BSW se trouve dans les Länder de l’ancienne Allemagne de l’Est. Lors des élections européennes de 2024, les résultats du parti dans ces régions dépassent ainsi le double du total obtenu au niveau national. Lors des élections régionales de 2024, le BSW fait son entrée dans plusieurs parlements régionaux et se place en première force de gauche en Saxe et en Thuringe, ainsi qu'en deuxième en Brandebourg, derrière le SPD, mais devant Die Linke.

## Résultats électoraux

### Élections fédérales
| Année | Voix      | %    | Rang | Mandats | Tête de liste     | Gouvernement        |
| ----- | --------- | ---- | ---- | ------- | ----------------- | ------------------- |
| 2025  | 2 472 947 | 4,98 | 6e   | 0 / 630 | Sahra Wagenknecht | Extra-parlementaire |

### Élections européennes
| Année | Voix      | %    | Rang | Sièges | +/- | Tête de liste | Groupe |
| ----- | --------- | ---- | ---- | ------ | --- | ------------- | ------ |
| 2024  | 2 456 460 | 6,17 | 5e   | 6 / 96 | 6   | Fabio De Masi | NI     |

### Élections dans les Länder

#### Brandebourg
| Année | Voix    | %     | Rang | Sièges  | Gouvernement |
| ----- | ------- | ----- | ---- | ------- | ------------ |
| 2024  | 202 343 | 13,48 | 3e   | 14 / 88 | Woidke IV    |

#### Hambourg
| Année | Voix   | %    | Rang | Sièges  | Gouvernement        |
| ----- | ------ | ---- | ---- | ------- | ------------------- |
| 2025  | 75 652 | 1,75 | 8e   | 0 / 121 | Extra-parlementaire |

#### Saxe
| Année | Voix    | %     | Rang | Sièges   | Gouvernement |
| ----- | ------- | ----- | ---- | -------- | ------------ |
| 2024  | 277 173 | 11,81 | 3e   | 15 / 120 | Opposition   |

#### Thuringe
| Année | Voix    | %     | Rang | Sièges  | Gouvernement |
| ----- | ------- | ----- | ---- | ------- | ------------ |
| 2024  | 190 448 | 15,77 | 3e   | 15 / 88 | Voigt        |